# Caucus van Minnesota 2012
De caucus van Minnesota in 2012 was een voorverkiezing in de aanloop naar de Amerikaanse presidentsverkiezingen van 2012. De caucuses voor beide partijen werden gehouden op 7 februari 2012.

## Democratische caucus
In totaal waren 107 gedelegeerden te verdelen. Huidig president Barack Obama won de caucus met 96,7% van de stemmen.

## Republikeinse caucus

Minnesota resultaat per county
Rick Santorum (82)
Ron Paul (4)
Tie Paul/Santorum (1)

In totaal waren 40 gedelegeerden te verdelen. De caucus werd gewonnen door Rick Santorum.
| Rick Santorum               | 21.988                      | 44,95%                      | 37 | 6  | 13 |
| Ron Paul                    | 13.282                      | 27,15%                      | 0  | 4  | 0  |
| Mitt Romney                 | 8.240                       | 16,85%                      | 0  | 2  | 0  |
| Newt Gingrich               | 5.263                       | 10,76%                      | 0  | 2  | 0  |
| Write-Ins                   | 143                         | 0,29%                       | 0  | 0  | 0  |
| Onvoorspelde gedelegeerden: | Onvoorspelde gedelegeerden: | Onvoorspelde gedelegeerden: | 3  | 26 | 27 |
| Totaal:                     | 48.916                      | 100,00%                     | 40 | 40 | 40 |

1789 · 1792 · 1796 · 1800 · 1804 · 1808 · 1812 · 1816 · 1820 · 1824 · 1828 · 1832 · 1836 · 1840 · 1844 · 1848 · 1852 · 1856 · 1860 · 1864 · 1868 · 1872 · 1876 · 1880 · 1884 · 1888 · 1892 · 1896 · 1900 · 1904 · 1908 · 1912 · 1916 · 1920 · 1924 · 1928 · 1932 · 1936 · 1940 · 1944 · 1948 · 1952 · 1956 · 1960 · 1964 · 1968 · 1972 · 1976 · 1980 · 1984 · 1988 · 1992 · 1996 · 2000 · 2004 · 2008 · 2012 · 2016 · 2020 · 2024